# Georg Tengwall
Georg Tengwall (6 aprile 1896 – 5 marzo 1954) è stato un velista svedese.

## Palmarès

### Olimpiadi
- 1 medaglia:
  - 1 oro (Anversa 1920 nello Skerry Cruiser 40 m²)